# Austrachipteria
Austrachipteria – rodzaj roztoczy z kohorty mechowców i rodziny Austrachipteriidae.
Rodzaj ten został opisany w 1966 roku przez Jánosa Balogha i Sándora Mahunkę. Gatunkiem typowym wyznaczono Austrachipteria lamellata.
Mechowce te mają nieruchome pteromorfy i notogaster pozbawiony areae porosae, za to z 3-4 parami sacculi. Ich lamelle zbiegają się na większej części prodorsum. Szczeciny notogastralne występują w liczbie 10 par, genitalne 6 par, aggenitalne 1 pary, analne 2 par, a adanalne 3 par.
Rodzaj znany tylko z krainy australijskiej, orientalnej i palearktycznej.
Należy tu 13 opisanych gatunków:
- Austrachipteria bidactyla (J. et P. Balogh, 1983)
- Austrachipteria bidentata (Hammer, 1967)
- Austrachipteria breviseta (J. et P. Balogh, 1983)
- Austrachipteria furcata (Hammer, 1967)
- Austrachipteria gigantea (Hammer, 1967)
- Austrachipteria grandis (Hammer, 1967)
- Austrachipteria hammerae J. et P. Balogh, 1992
- Austrachipteria lamellata Balogh et Mahunka, 1966
- Austrachipteria lobata (Hammer, 1967)
- Austrachipteria macrodentata (Hammer, 1967
- Austrachipteria maxima (Hammer, 1967)
- Austrachipteria pulla Aoki et Honda, 1985
- Austrachipteria quadridentata (Hammer, 1967)